# Siwa dufouri
Siwa dufouri là một loài nhện trong họ Araneidae.
Loài này thuộc chi Siwa. Siwa dufouri được Eugène Simon miêu tả năm 1874.